# Leo Štulac
Leo Štulac est un joueur et international slovène de football né le 26 septembre 1994 à Koper en Slovénie. Il joue au poste de meneur de jeu à Palerme FC.

## Carrière en club

### FC Koper (2010-2016)
Natif de Koper, il s’engage dans le club de sa ville, le FC Koper. Il joue son premier match professionnel le 2 avril 2011 contre Maribor, à l’âge de seulement 16 ans. 

### Venise (2016-2018)
Léo est transféré au Venise Football Club le 15 juillet 2016, pour un montant de 50 000 euros. 
Son club est promu en Serie B à l’issue de la saison 2016-2017, et dispute les barrages de montée en Serie A à l’issue de la saison 2017-2018, sans parvenir à gagner.

### Parme (2018-2019)
Le 1er juillet 2018, le joueur est transféré à Parme, alors en Serie A, pour 1,6 million d'euros bonus inclus, à la suite de ses bonnes prestations avec Venise.

### Empoli (depuis 2019)
Le 26 juillet 2019, Léo Štulac est transféré à Empoli pour 2,5 millions d’euros, pour un contrat courant jusqu’en 2023.

#### Prêt à Palerme (2022-2023)
L'international slovène est prêté à Palerme, en Série B, avec obligation d'achat en août 2022.

## Carrière internationale
Leo Štulac dispute plusieurs matchs internationaux dans les sélections jeunes de la Slovénie. Avec les espoirs, il inscrit cinq buts, trois lors des éliminatoires du championnat d'Europe espoirs 2017, et deux à l'occasion de matchs amicaux.
Il dispute son premier match en équipe A le 9 septembre 2018, en entrant à la 76e minute, en remplaçant Jasmin Kurtić à l'occasion d'un match de Ligue des nations contre Chypre.
Le 4 juin 2021, il délivre sa première passe décisive, en amical contre Gibraltar (large victoire 6-0).